# コッパーエール

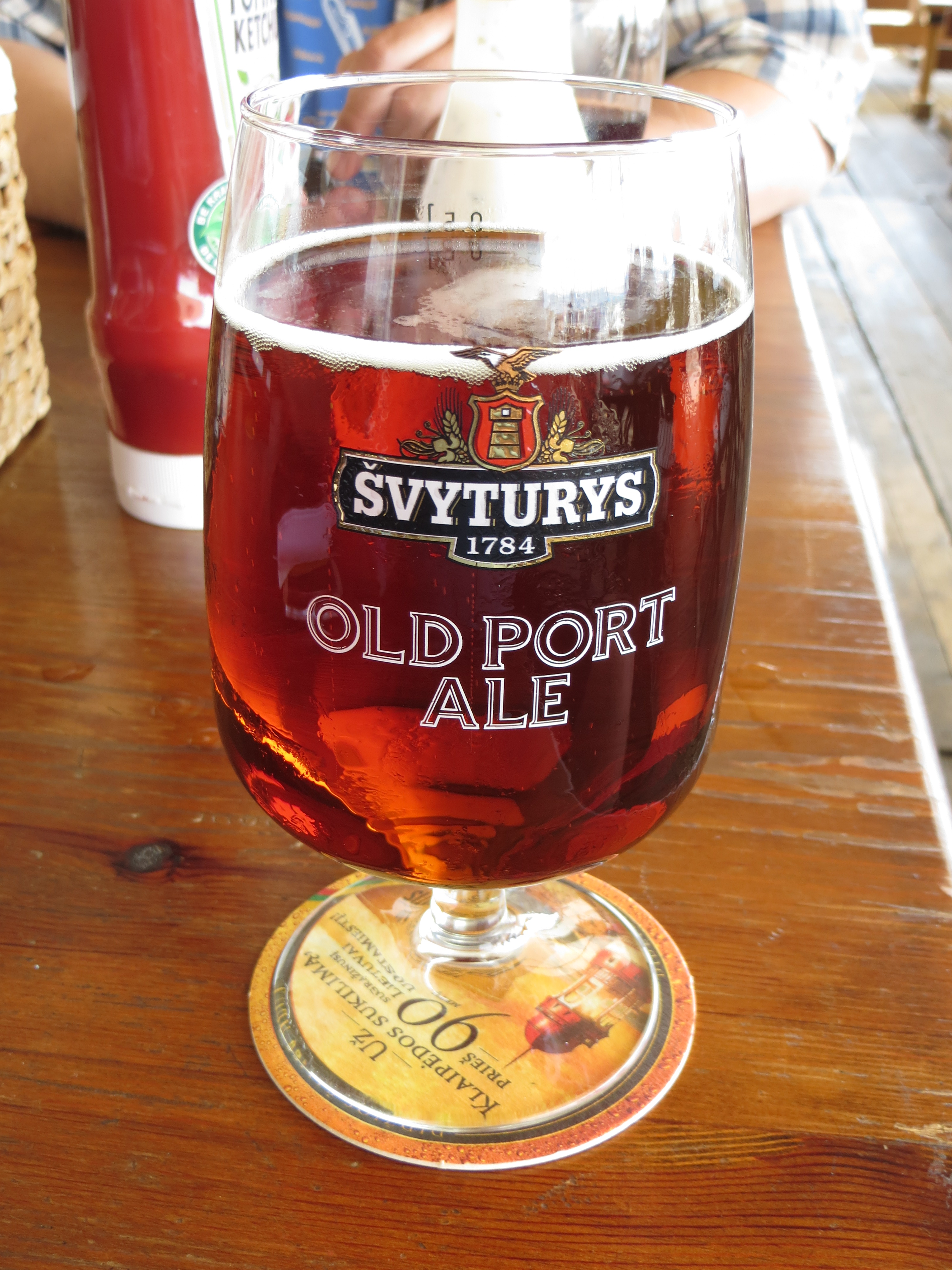
銅色のスコティッシュエールであるSvyturys Old Port Ale

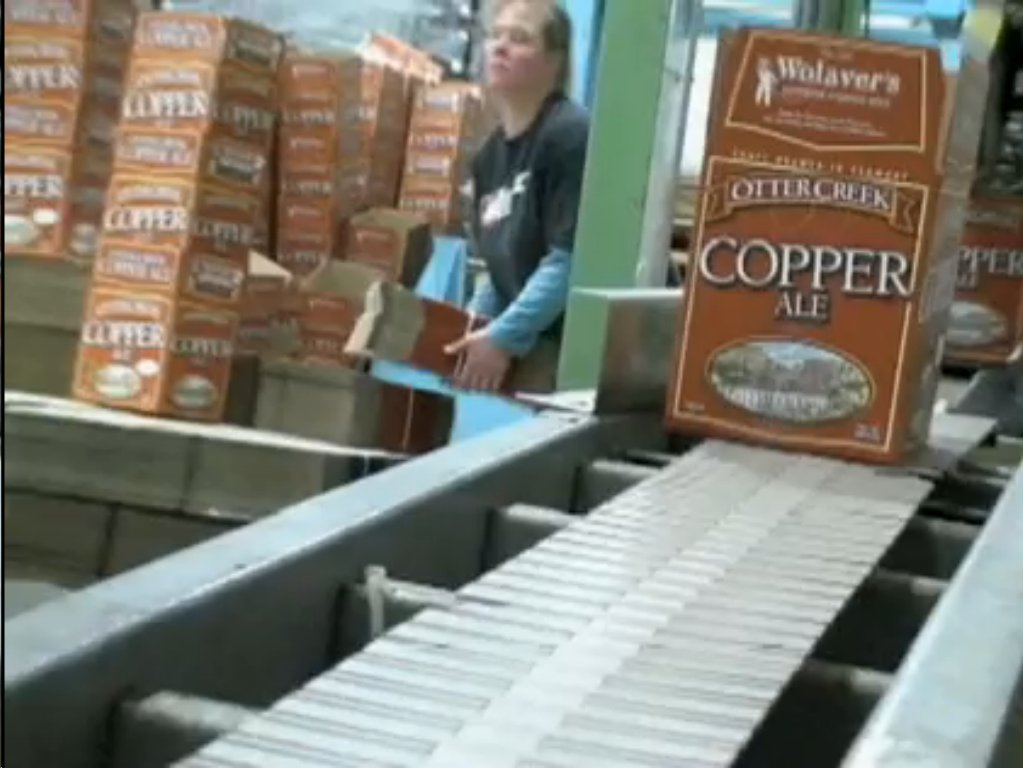
オッター・クリーク醸造所のコッパ―エール

コッパーエール(Copper ale)は、その銅色で知られるエールのスタイルである。ビターのように苦味を効かせて作ることもある。ダークモルトを用いて醸造することで、銅色となる。

## 生産
コッパーエールは、バーモント州ミドルベリーにあるクラフトビール醸造所であるオッター・クリーク醸造所の旗艦ビールである。コロラド州ボルダーのボルダー・ビール・カンパニーでも作られている。
オーストラリアでは、コンステーブル・コッパーエール(Constable Copper Ale)と名付けられたジェームス・スクワイア(James Squire)ブランドのコッパーエールが販売されていたが、2017年に販売停止となった。また、カリフォルニア州コビーナのAlosta Brewing Companyでは、ライブの800万枚の売上を記録した2ndアルバム『スローイングコッパー』を記念して、コラボレーションのコッパーエールを販売した。